# Een devoot ende profitelyck boecxken

Een devoot ende profitelyck boecxken (Un petit livre dévot et profitable) est un recueil de chansons catholiques conventionnelles des XVe et XVIe siècles, imprimé chez Symon Cock à Anvers en 1539. Ce recueil devait rivaliser avec les « chansons profanes indécentes » (« ontamelike, weerlike liedekens »).

## Présentation

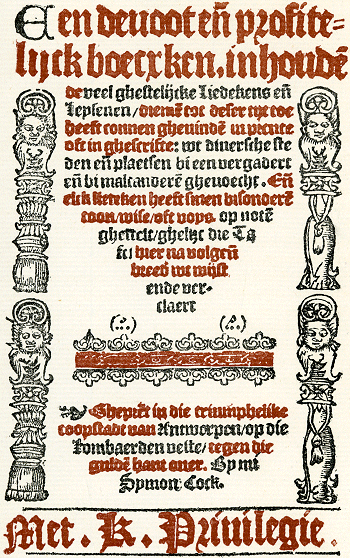
Een devoot ende Profitelyck boecxken, un recueil de chansons spirituelles, imprimé chez Symon Cock à Anvers en 1539.

Le livre se distingue autant par les mélodies que par les paroles.
Parmi les sources des chansons néerlandaises homophones, qui n'ont le plus souvent aucune notation musicale, il constitue le plus ancien ouvrage imprimé presque entièrement consacré au répertoire de chansons spirituelles néerlandaises pourvues de mélodies. Il est à noter qu'il ne s'agit ici pourtant pas de la première collection comprenant des chansons néerlandaises pourvues d'une notation musicale ; ainsi, le manuscrit de Gruuthuse (vers 1400) contient des mélodies spécialement conçues pour les chansons et notées par de petits traits verticaux sur une portée de quatre ou cinq lignes.
Le boecxken contient 259 chansons. Certaines chansons de ce recueil étaient déjà connues par un ouvrage plus ancien, Een suverlijc boexken (de 1508). À part de nombreuses chansons spirituelles du Moyen Âge et de nombreuses chansons profanes spiritualisées, l'ouvrage contient un grand nombre de leysen (surtout des chants de Noël) ainsi que des chants mariaux, des chants de l'âme aimante, des chansons en l'honneur de saints divers et sept vieilles hymnes latines. De nombreuses chansons étaient produites par les rhétoriciens ou appartiennent à la sphère de la dévotion moderne. Wieder prétend avoir découvert, dans le recueil, à part quatre chansons teintées de l'esprit de la Réformé, sept autres qui manifestent une tendance indubitablement réformée, dont quatre sont insérées dans le plus ancien recueil de chansons réformées néerlandaises que l'on connaisse : les Veelderhande liedekens de 1556. Les autres chansons existaient déjà avant la Réforme ou elles sont classifiées, par Wieder, selon des qualifications allant de « catholique sans équivoque » à « sans traits particulièrement catholiques ou réformées.
On ne connaît pas le compilateur du boecxken mais, comme il a obtenu l'approbation de Mathias Wensen, qui était generalis commissarius « de tous les frères mineurs de ce côté des Alpes », il peut avoir été un franciscain ou quelqu'un qui fréquentait les milieux franciscains. Quant à la notation, elle est tirée de la notation carrée du chant grégorien.
Il ne semble pas exagéré de supposer que les mélodies, qui, pour la plupart, ont une origine profane, ont été spiritualisées en leur ôtant leurs caractéristiques rythmiques, de façon à ressembler davantage au chant grégorien. Le recueil est, par ailleurs, une source importante pour la connaissance des mélodies sur lesquelles étaient chantées les chansons profanes connues par des sources textuelles.
Si la façon dont il faut interpréter les mélodies reste encore un sujet de controverse, d'autant plus que la notation contient de nombreuses inexactitudes, notamment quant au placement des clefs sur la portée, la collection donne tout de même une bonne idée du goût littéraire de la première moitié du XVIe siècle.

## Disponibilité
Pas plus de deux exemplaires de la première impression nous sont parvenus. Pourtant, face aux Souterliedekens, qui, bien qu'ayant reçu l'approbation des autorités ecclésiastiques, étaient adoptées par les protestants, ce recueil représente la vieille foi, ce qui est bien illustré par le fait que les inquisiteurs Mathias Wensen, mentionné ci-dessus, et Petrus Titelman le qualifiaient de pieux et d'utile.
On connaît une autre impression de ce recueil, parue à Gand en 1576, cette fois-ci sans les mélodies. La première édition moderne, due aux soins de Daniel François Scheurleer, fut publiée en 1889 d'après l'édition originale de 1539. Cette édition est disponible en ligne sur le site web de la Bibliothèque numérique des lettres néerlandaises.